# Meredith Miles Marmaduke

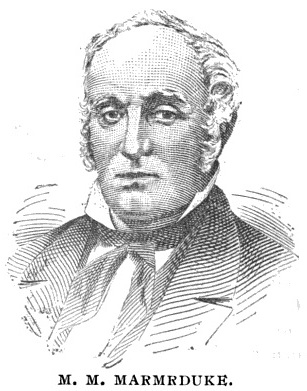
Meredith Miles Marmaduke

Meredith Miles Marmaduke (* 28. August 1791 im Westmoreland County, Virginia; † 26. März 1864 in Arrow Rock, Saline County, Missouri) war ein US-amerikanischer Politiker und im Jahr 1844 der achte Gouverneur des Bundesstaates Missouri.

## Frühe Jahre und Aufstieg in Missouri
Marmaduke besuchte die örtlichen Schulen seiner Heimat. Während des Krieges von 1812 stellte er als Colonel ein eigenes Regiment mit Soldaten aus dem Westmoreland County zusammen. Nach dem Krieg begann er eine lange Laufbahn im öffentlichen Dienst. Zunächst war er US Marshal für das östliche Virginia, danach war er Protokollführer an einem Bezirksgericht.
Aus gesundheitlichen Gründen zog er dann nach Missouri. Dort wurde er zunächst Händler. Sechs Jahre lang betrieb er im Howard County entlang des sogenannten Santa Fe Trails seine Geschäfte. Danach ließ er sich in der Nähe von Arrow Rock als Farmer nieder, ehe er in der Landvermessung und als Richter im Saline County tätig war. Im Jahr 1840 wurde er als Kandidat der Demokratischen Partei zum Vizegouverneur von Missouri gewählt.

## Kurze Gouverneurszeit und weiterer Lebensweg
Nach dem Selbstmord des amtierenden Gouverneurs Thomas Reynolds am 9. Februar 1844 musste Marmaduke als dessen Stellvertreter dessen Amtsperiode beenden. In seiner nur zehn Monate währenden Amtszeit wurde eine Nervenheilanstalt geplant und Verbesserungen der Infrastruktur in die Wege geleitet. Marmadukes Amtszeit endete am 20. November 1844.
Auch nach seiner Gouverneurszeit blieb er politisch aktiv. Im Jahr 1845 war er Mitglied einer Kommission zur Überarbeitung der Staatsverfassung; 1854 wurde er Präsident der landwirtschaftlichen Gesellschaft von Missouri. Während des Bürgerkrieges war Marmaduke ein Anhänger der Union, während einige seiner Söhne im Heer des Südens kämpften. Sein Sohn John, der zwischen 1885 und 1887 ebenfalls Gouverneur von Missouri werden sollte, war im Bürgerkrieg General der Konföderation. Meredith Marmaduke erlebte das Ende des Krieges nicht mehr. Er starb am 26. März 1864. Verheiratet war er mit Lavina Sappington, mit der er insgesamt zehn Kinder hatte.